# Eury Pérez
Eury Eduardo Pérez  (nacido el 30 de mayo de 1990) es un jardinero dominicano de béisbol profesional, agente libre.  Anteriormente jugó con los Washington Nationals, New York Yankees y Atlanta Braves de las Grandes Ligas (MLB).

## Carrera profesional

### Washington Nationals
Pérez participó en el Juego de las Estrellas del Futuro de 2010. Después de la temporada 2011, los Nacionales de Washington añaden a Pérez a su plantilla de 40 jugadores para protegerlo del draft de Regla 5. Fue considerado como un veloz jardinero con poder limitado y emergente habilidad de bateo. En 2012, se destacó a través de múltiples niveles de ligas menores, bateando .314. Su velocidad es también considerable, pues robó 64 bases para Hagerstown en 2010 y 54 en 2012 para GCL, Harrisburg, Syracuse, y Washington.
Pérez fue llamado por los Nacionales desde los Syracuse Chiefs de Clase AAA el 11 de mayo de 2013, cuando Jayson Werth fue colocado en la lista de lesionados. El 18 de septiembre de 2014 fue designado para asignación por los Nacionales.

### New York Yankess
El 22 de septiembre de 2014 Pérez fue reclamado de waivers por los Yankees de Nueva York. El 16 de enero de 2015, los Yankees designaron a Pérez para asignación.

### Atlanta Braves
El 23 de enero de 2015, los Bravos de Atlanta tomaron a Pérez de la lista de waivers de los Yankees. Fue invitado a los entrenamientos de primavera, y enviado a los Gwinnett Braves de Clase AAA el 27 de marzo. El 18 de junio fue llamado a las Grandes Ligas.

### Houston Astros / Tampa Bay Rays
El 1 de enero de 2016, Pérez fue firmado por los Astros de Houston a un acuerdo de ligas menores con invitación a los entrenamientos primaverales. Fue canjeado a los Tampa Bay Rays el 23 de junio de 2016 y asignado a su club de Clase AAA, los Durham Bulls.

### Pittsburgh Pirates
El 16 de diciembre de 2016, Pérez firmó un contrato de ligas menores con los Piratas de Pittsburgh que incluía una invitación al entrenamiento de primavera. Mientras jugaba para la filial AAA de Pittsburgh, los Indianapolis Indians, en 2017, Pérez bateó .336/.400/.433, con 22 robos de base en 50 juegos antes de ser canjeado el 3 de agosto de 2017 a los Marlins de Miami.

### Miami Marlins
Al ser adquirido por los Marlins, Pérez fue asignado a su club AAA, los New Orleans Baby Cakes. Se convirtió en agente libre el 6 de noviembre de 2017.

### San Francisco Giants
Pérez firmó un contrato de ligas menores con los Gigantes de San Francisco el 23 de febrero de 2018, aunque se convirtió en agente libre después de la temporada.

### Guerreros de Oaxaca
El 1 de marzo de 2019, Pérez firmó con los Guerreros de Oaxaca de la Liga Mexicana. Quedó en libertad el 13 de abril de 2019.

### Olmecas de Tabasco
El 15 de abril de 2019 Pérez firmó con los Olmecas de Tabasco de la Liga Mexicana. Quedó en libertad el 25 de mayo de 2019.

### Sioux City Explorers
El 9 de diciembre de 2020, Pérez firmó con los Exploradores de Sioux City de la Asociación Americana de Béisbol Profesional.

### Wild Health Genomes
El 16 de agosto de 2022, Pérez firmó con los Wild Health Genomes de la Liga Atlántica de Béisbol Profesional. Participó en 17 juegos, con promedio de bateo de .400/.446/.553, sin jonrones y con 6 carreras impulsadas.

### Sioux City Explorers
El 23 de febrero de 2023, Pérez firmó con los Sioux City Explorers de la Asociación Americana de Béisbol Profesional (AAPB) . En 17 juegos con Sioux City, bateó .247/.267/.370 con 2 jonrones y 11 carreras impulsadas. Pérez fue liberado por los Explorers el 5 de junio.

### Hagerstown Flying Boxcars
El 22 de febrero de 2024, se anunció que Pérez firmaría con los Hagerstown Flying Boxcars para su temporada inaugural en la Liga Atlántica de Béisbol Profesional. En 41 juegos con Hagerstown, registró un promedio de bateo de .292/.328/.360 con un jonrón, 18 carreras impulsadas y 19 bases robadas. Pérez se convirtió en agente libre después de la temporada.